# 科林·拉齐
乔治·科林·拉齐（英語：George Colin Ratsey，1906年7月30日—1984年3月12日），英国前男子帆船运动员。他曾代表英国参加1932年夏季奥林匹克运动会帆船比赛，联同彼得·贾菲获得星级银牌。